# Casa Nova de Santa Bàrbara
La Casa Nova de Santa Bàrbara és un mas abandonat que pertany al veïnat de les Masies de Sant Amanç, a la vila d'Anglès, comarca de la Selva.
Aquesta edificació es troba a 700 metres sobre el nivell del mar, enclavada a la baga de la Casa Nova de Santa Bàrbara, a l'inici del torrent del sot de Can Murtra, just al peu de cim de Santa Bàrbara.
Actualment el seu estat és ruïnós, quasi desaparegut, conservant-se'n només les parets exteriors.
Tot i la seva manca de valor arquitectònic, l'antiguitat d'aquest mas ha motivat la seva inclusió dins del Pla Especial de Masies i Cases Rurals de l'Ajuntament d'Anglès del 2005.